# Marsdenia panamensis
Marsdenia panamensis är en oleanderväxtart som beskrevs av Spellman. Marsdenia panamensis ingår i släktet Marsdenia och familjen oleanderväxter. Inga underarter finns listade i Catalogue of Life.